# Vertcoin
Vertcoin é uma criptomoeda, que apesar de ter muitas semelhanças com o Bitcoin e o Litecoin, apresenta características únicas como a resistência a mineração com ASICs. Isso significa que a mineração da sua moeda só pode ser feita por CPUs ou GPUs. A equipa de desenvolvedores promove a moeda com o apelido de "moeda do povo" e tem como visão desenvolver uma Criptomoeda o mais descentralizada possível.
O Vertcoin utiliza uma variação do algoritmo de Prova de trabalho do Bitcoin chamado Lyra2REv2 para garantir que não haja um monopólio na mineração. O Vertcoin sofreu dois Hard Forks, alterando seu algoritmo de Prova de trabalho nas duas ocorrências e irá alterá-lo pela terceira vez no bloco 1080000 para o algoritmo Lyra2REv3, depois de ASICs terem sido desenvolvidos para o algoritmo presente (Lyra2REv2). Está ainda em desenvolvimento um outro algoritmo, por parte da equipa de desenvolvedores, denominado de Verthash, que tem como objetivo tornar a rede menos suscetível a grandes alterações do poder de Hash, vindas de empresas como a NiceHash.

## História
O Vertcoin teve sua primeira versão lançada em Janeiro de 2014.
Em julho de 2014 foi publicada a primeira carteira digital de Vertcoin contendo a funcionalidade de Endereços Stealth.
Em Dezembro de 2014 ocorreu o primeiro Hard Fork do Vertcoin devido às ameaças de ASICs que foram adaptados para mineração do algoritmo Scrypt-Adaptive-N, introduzindo um novo algoritmo chamado Lyra2RE.
Em Agosto de 2015 ocorreu o segundo Hard Fork do Vertcoin, este ocorreu devido a um Botnet que estava controlando mais da metade do poder de Hash da rede. Um novo algoritmo de Prova de trabalho foi introduzido, chamado Lyra2REv2.
Em Maio de 2017 a funcionalidade de SegWit foi implementada na rede principal do Vertcoin. Na mesma atualização a Lightning Network foi adicionada ao Vertcoin.
Em Outubro de 2017 o Vertcoin passou a poder ser armazenado nas "Hardware Wallets" Ledger Nano e Ledger Blue
Ao final do ano de 2017 foi feito o primeiro beta para uma carteira digital de Vertcoin para dispositivos IOS.
Em Fevereiro de 2019 espera-se um terceiro Hard Fork do Vertcoin devido às ameaças de ASICs que foram adaptados para mineração do algoritmo Lyra2REv2, introduzindo um novo algoritmo chamado Lyra2REv3.

## Detalhes Técnicos
O Vertcoin é um Software livre e de código aberto que funciona de maneira Peer-to-peer e descentralizada. O Algoritmo usado para promover segurança e Consenso Distribuído na sua rede é chamado Lyra2REv2, este Algoritmo é composto de múltiplas Funções hash criptográficas como: Lyra2, BLAKE, CubeHash, Blue Midnight Wish, Skein e SHA-3. Assim como a maioria das criptomoedas o Vertcoin utiliza uma Blockchain para armazenar os dados da rede, a cada 2 minutos e meio um bloco é adicionado e a recompensa do bloco é de 50 unidades da moeda. Essa recompensa é dividida ao meio a cada 840.000 blocos minerados na rede, o que seria aproximadamente a cada 4 anos.

### Endereços Stealth
O Endereços Stealth é uma funcionalidade que tem como finalidade aumentar a privacidade e segurança das pessoas que usam a rede do Vertcoin e realizam transações e pagamentos. Outras criptomoedas também fazem uso dessa funcionalidade, como Monero.
Um Endereço Stealth funciona da seguinte maneira: O endereço é gerado primeiro usando sua carteira Vertcoin. Em seguida, você torna público para os pagadores (no site da sua empresa, por exemplo). Uma vez público, cada pagador pode usar o Endereço Stealth para gerar um endereço Vertcoin padrão, porém exclusivo, conhecido apenas por ele. Por fim, os pagadores conduzem as transações usando seus endereços gerados individualmente e você as importa em sua carteira com o Endereço Stealth correspondente. Dessa forma, cada endereço e transação da Vertcoin só é identificável por você e pelo pagador que gerou esse endereço exato. Nenhum outro indivíduo tem acesso aos dados.
Existe certa crítica sobre os Endereços Stealth pois eles podem ser usados com intenções maliciosas, auxiliando práticas como Lavagem de dinheiro e Narcotráfico.

### Testemunha Segregada
A Testemunha segregada, mais conhecida pela abreviação do inglês SegWit, é um aprimoramento que foi implementado no Vertcoin além de outras criptomoedas como Bitcoin e a Litecoin. A proposta da Testemunha Segregada propõe uma mudança no formato da transação que a separa as assinaturas(das "Testemunhas") e permite que o bloco contenha mais transações, além de solucionar problemas relacionados a maleabilidade de transações e implementar recursos que auxiliam na integração de canais secundários de transação como a Lightning Network.

### Rede Relâmpago
A Rede Relâmpago ou Lightning Network é uma rede descentralizada que utiliza a funcionalidade do Contrato inteligente na Blockchain para possibilitar pagamentos instantâneos entre os participantes da rede. Além do Vertcoin, tanto o Bitcoin como a Litecoin tem a Rede Relâmpago implementada.
Para possibilitar uma maior velocidade nas transações a Rede Relâmpago opera em cima da Blockchain como um protocolo de "segunda camada", ela é composta por um sistema Peer-to-peer para fazer micropagamentos de Criptomoeda através de uma rede de canais de pagamentos bidirecionais sem necessidades de taxa de transação.

### Trocas Atômicas
As Trocas Atômicas ou Atomic Swaps é uma funcionalidade que permite a troca de uma Criptomoeda por outra sem a necessidade confiar em um terceiro. O Vertcoin tem esta funcionalidade integrada com a Litecoin, permitindo a troca entre suas unidades de moeda.
Essa funcionalidade é possível graças aos contratos de timelock hashed (HTLC) que garantem o comprimento dos requisitos da troca, caso contrário a troca é cancelada e as moedas não são perdidas. Esses contratos requerem que o destinatário do pagamento reconheça que este foi efetuado a partir da geração de uma prova criptográfica do pagamento. Ou o destinatário arrisca perder o direito de reivindicar o pagamento, assim retornando os fundos para o remetente. Infelizmente, para a implementação das Trocas Atômicas a Criptomoeda requer a implementação da Rede Relâmpago ou Lightning Network.
Para a Troca ocorrer, os dois participantes devem submeter suas transações em suas respectivas Blockchains. Por exemplo digamos que uma pessoa chamada Alice gostaria de trocar Vertcoin por Litecoin e outra pessoa chamada Bob gostaria de trocar Litecoin por Vertcoin, ambos submetem suas transações em seus respectivos Blockchains(Alice no Blockchain do Vertcoin e Bob no Blockchain da Litecoin). Para Bob conseguir reivindicar as unidades de Vertcoins enviadas por Alice, ele deve produzir um número conhecido apenas por ele, usado para gerar um Hash criptográfico, assim provendo a prova de pagamento. Dessa mesma maneira, Alice deve usar o mesmo número,  usado para gerar um Hash criptográfico, para reivindicar as unidades de Litecoin.

### Mineração Merged
A Mineração Merged ou Merged Mining é o processo de minerar mais de uma Criptomoeda que use o mesmo algoritmo de mineração, simultaneamente. Este tipo de mineração permite que criptomoedas menos populares, que detém um poder de Hash pequeno, aumentem esse poder se aproveitando de criptomoedas com maior popularidade que detém de um poder de Hash superior. O Vertcoin permite Mineração Merged com as criptomoedas MobileCash e Unitus (UIS).
Para a Mineração Merged funcionar, ela se comporta de maneira diferente da mineração regular de criptomoedas, todas as transações de ambas as redes são ordenadas e cada uma das Árvores de Merkle, que armazenam as transações, são retiradas. A Blockchain de ambas as criptomoedas devem ser classificadas, uma como nó parente e a outra vai servir como uma blockchain auxiliar. Por exemplo, se inserirmos a Raiz de Merkle da blockchain do Unitus(UIS) e a inserir na blockchain do Vertcoin na seção extra do cabeçalho, conhecida como nonce. Uma vez que os dados da outra blockchain são inseridos no campo nonce, é possível minerar as criptomoedas com o algoritmo que ambas utilizam.
Criptomoedas que possuem uma rede com baixo Poder de Hash tem grande risco de sofrerem ataques do 51%, que consiste em um agente malicioso utilizar um poder de hash superior a 50% do poder da rede da criptomoeda para alterar a blockchain. Práticas como a Mineração Merged ajudam a combater esse risco que criptomoedas menos populares sofrem.

## ASICs e Centralização
Os desenvolvedores do Vertcoin e sua comunidade acreditam que a criação dos ASICs de mineração de criptomoedas foi prejudicial para a característica descentralizada que a grande maioria desses projetos tem, pois pessoas que possuíam essas peças tinham uma vantagem enorme sobre pessoas que possuíam apenas processadores comuns ou placas de vídeo.
Participantes da rede não conseguem competir com outros participantes na mineração de uma Criptomoeda caso a discrepância entre o poder de Hash destes, seja muito grande. O crescimento da adoção de processadores específicos para mineração de criptomoedas favorece a concentração de poder para menos indivíduos na rede, diminuindo o grau de descentralização que muitos projetos de Criptomoeda almejam alcançar.

## Desenvolvedores
O Vertcoin é desenvolvido por vários programadores e engenheiros, inclusive alguns se mantém anônimos e se comunicam usando um pseudônimo. O desenvolvedor-chefe do projeto chama-se James Lovejoy, um aluno e pesquisador do Instituto de Tecnologia de Massachusetts, que promove políticas monetárias descentralizadas.